# Alexander Jewgenjewitsch Bucharow
Alexander Jewgenjewitsch Bucharow (russisch Александр Евгеньевич Бухаров; englisch Aleksandr Bukharov; * 12. März 1985 in Breschnew, Tatarische ASSR, Sowjetunion) ist ein ehemaliger russischer Fußballspieler.

## Karriere
Der Stürmer spielte von 2005 bis 2010 für Rubin Kasan, mit dem er zum zweifachen russischen Meister wurde (2008 und 2009). Im Juli 2010 wurde er vom Ligarivalen Zenit Sankt Petersburg verpflichtet, bei dem er einen auf vier Jahre befristeten Vertrag unterzeichnete. Mit dem Verein gewann er erneut die russische Premjer-Liga (2010 und 2012). 2014 wurde der Russe an Anschi Machatschkala verliehen. Nach dem Auslaufen seines Vertrages wechselte Bucharow zum FK Rostow.

## Nationalmannschaft
Bucharow gab sein Debüt für die russische Nationalmannschaft am 14. November 2009 im WM-Qualifikationsspiel gegen Aserbaidschan, das mit 1:1 unentschieden ausging. Sein erstes Tor schoss er am 28. März 2017 im Freundschaftsspiel gegen Belgien (3:3). Beim Confed-Cup 2017 kam er beim Vorrundenaus in allen drei Partien zum Einsatz, es waren seine letzten Einsätze im Nationaltrikot.

## Erfolge
- Russischer Meister (4-mal): 2008, 2009, 2010, 2011/12